# ジェラレアン・タリー
ジェラレアン・タリー（Jeralean Talley、1899年5月23日 - 2015年6月17日）は、アメリカ合衆国のスーパーセンテナリアン。
ガートルード・ウィーバーが死去した2015年4月6日から同年6月17日までの間、長寿世界一となっていた。1800年代生まれの生存者の最後の3人のうちの1人であった。ジョージア州出身で、晩年はミシガン州で70代の娘と共に生活していた。

## 人物
1936年にアルフレッド・タリーと結婚。1937年に娘のテルマ・ホロウェイをもうけた。夫は1988年10月17日に95歳で死去。孫が3人、ひ孫が10人、玄孫が4人いた。
2014年の115歳の誕生日には、「誕生日のたびに世間の注目が集まるのにはもううんざり」と語った。喫煙・飲酒は一切せず、これまでに受けた手術は扁桃腺の切除だけであること、歩行器を使って歩くことができることなどが報道された。
地元の教会からは「マザー・タリー」と呼ばれていた。

## 長寿記録
- 2015年4月6日 - ガートルード・ウィーバーの死去に伴い、世界最高齢者となる。
- 同年6月17日 - ミシガン州の自宅で死去[5][6]。116歳25日没。死去に伴いスザンナ・マシャット・ジョーンズが世界最高齢者となり、1800年代[注釈 1]生まれの生存者は残り2人となった[5]。